# کاتس‌هئوفل
کاتس‌هئوفل (به هلندی: Kaatsheuvel) یک منطقهٔ مسکونی در هلند است که در لون اپ‌زاند واقع شده‌است. کاتس‌هئوفل ۱۶٬۶۰۰ نفر جمعیت دارد.